# Altıntaş (Midyat)

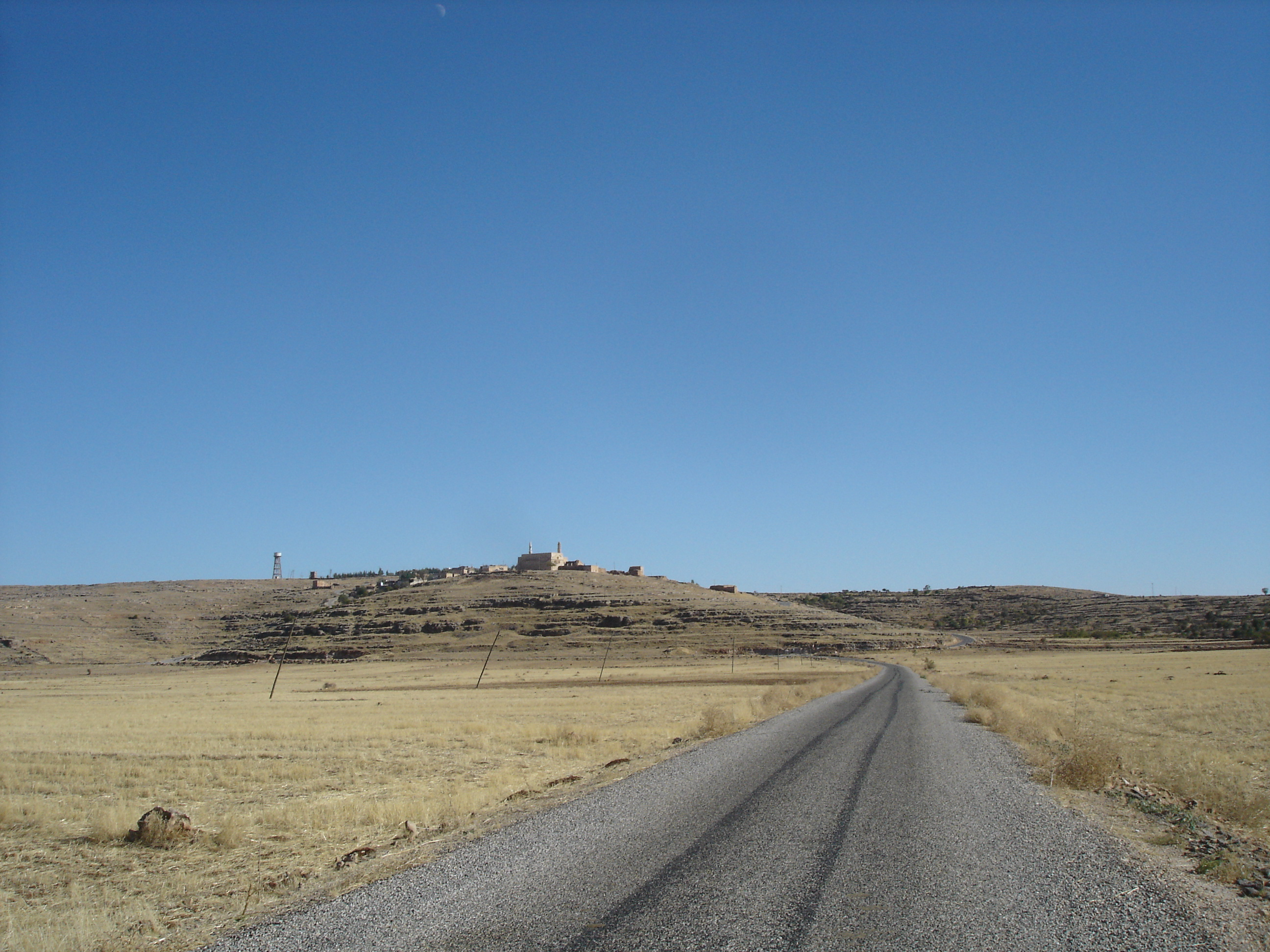
Altıntaş

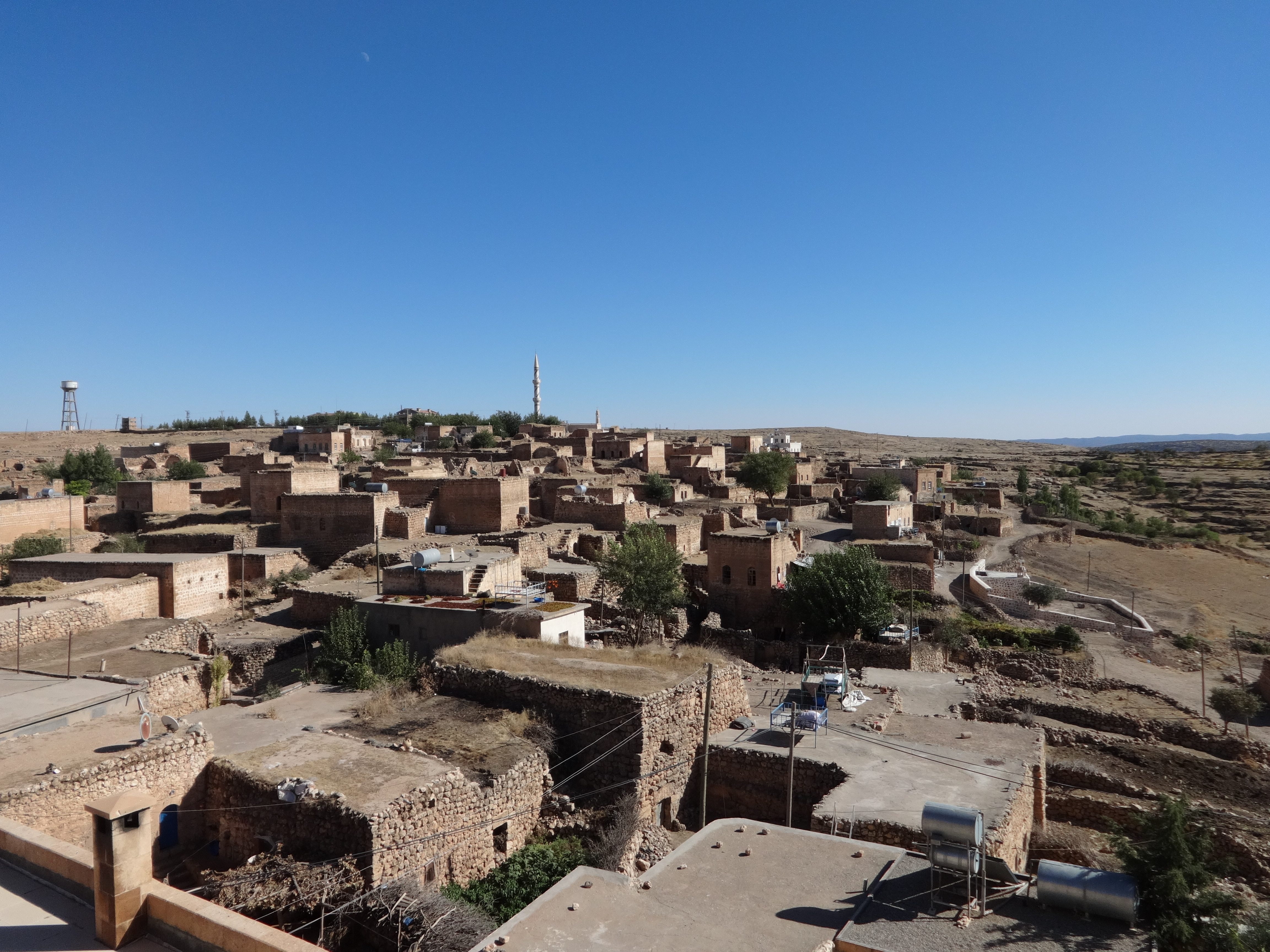
Blick über das Dorf vom Dach der Hauptkirche aus

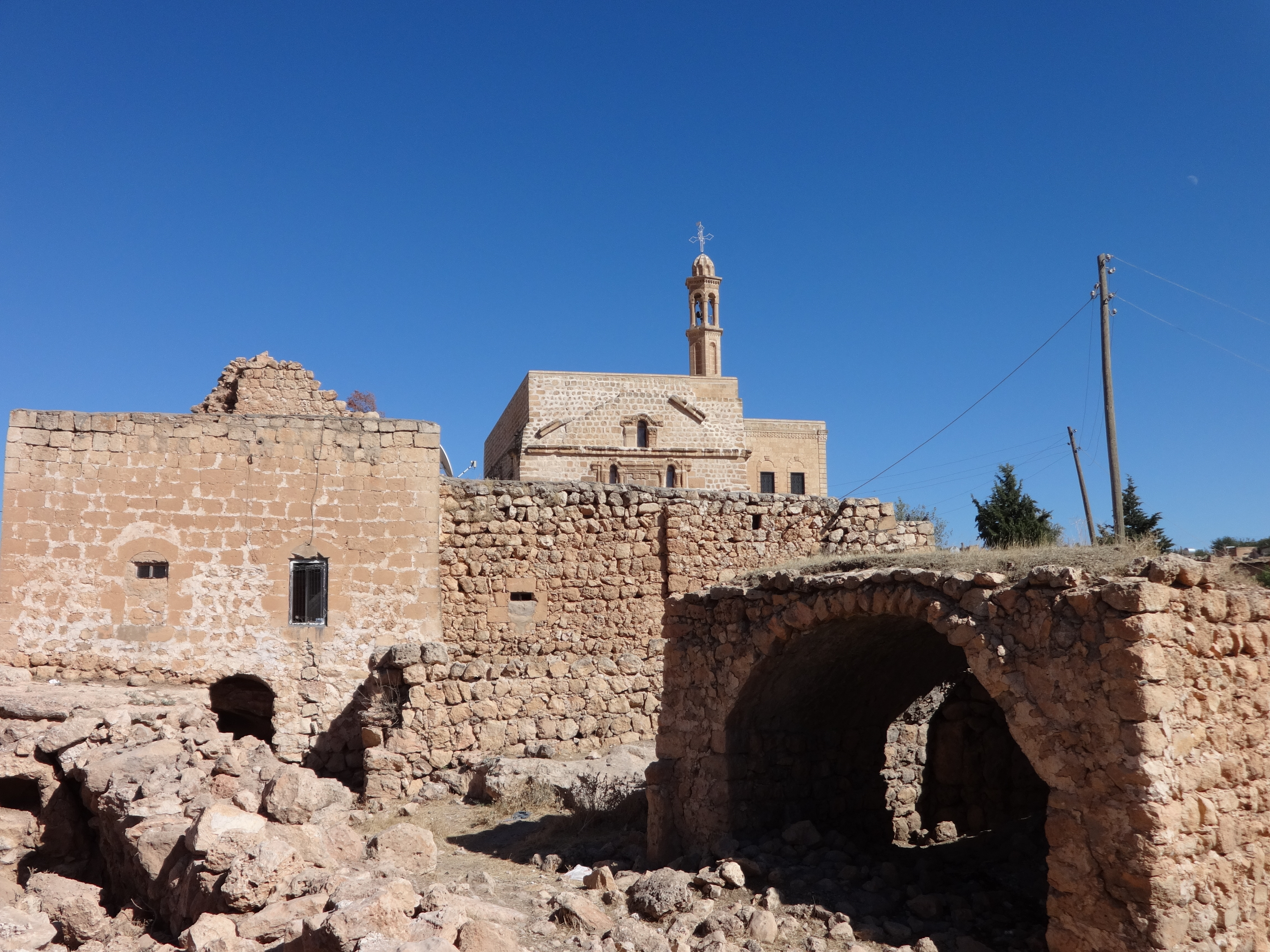
Blick zur Hauptkirche

Altıntaş (türkisch für Goldstein) (syrisch ܟܦܪܙܐ, Keferze, auch Kefr Zek oder Kfarze, kurdisch Kevirzê) ist ein christlich-aramäisches Dorf im Landkreis Midyat der Provinz Mardin im Südosten der Türkei.

## Lage
Keferze liegt 23 km nordöstlich von Midyat im Tur Abdin. Weitere Ortschaften in der Umgebung verteilen sich wie folgt:
| Narlı 5 km                      |                                              | Dargeçit 29 km |
| Midyat 23 km                    | Kompassrose, die auf Nachbargemeinden zeigt  | Anıtlı 11 km   |
| Gülgöze 33 km (Luftlinie: 5 km) | Kloster Mor Gabriel 44 km (Luftlinie: 14 km) | Haberli 28 km  |

## Bevölkerung
Vor 1914 / 1915 gab es in Keferze etwa 160 syrisch-orthodoxe und 70 moslemische Familien. In dieser Zeit sorgten drei Pfarrer gleichzeitig für den moralischen und geistigen Segen des Dorfes. Bei Überfällen und Massakern im Jahr 1915 wurden große Teile der christlichen Bevölkerung vertrieben oder ermordet. 
Im Jahr 2005 lebten im Dorf 12 syrisch-orthodoxe mit weiteren 35 – 40 kurdischen Familien. Im Dorf wird Turoyo und Kurdisch gesprochen.
Heute wird Keferze überwiegend, wie auch die anderen Dörfer des einst christlichen Tur Abdin, von Kurden bewohnt.

## Geschichte von Keferze
Keferze wird erstmals 935 erwähnt. Um 1413 plünderten Jesiden und Kurden den Ort. Es gibt auch andere Erwähnungen aus dem 15. und 19. Jahrhundert.
Die britische Forschungsreisende Gertrude Bell, die den Tur Abdin um 1900 bereiste, fand nur die Überreste der Kirche Mor Izozoel vor. Ein Vergleich dieser prachtvollen Kirche mit den „erbärmlichen Hütten“ vermittelte ihr ein „eindrucksvolles Bild von Glanz und Niedergang einer Kultur“.
Bischof Semun berichtet im Jahre 1855 in einer Botschaft aus Keferze, dass der Fürst Asdin Schin Buqtoyo das Tur Abdin angriff und die christlichen Kirchen zerstörte. Sie töteten vier Pfarrer, Mönche und viele Christen. 

## Persönlichkeiten
- Mor Dionysios David, Bischof von Beth Ruscho (Bagoke), geboren 1230.
- Mor Yuhannun Augin, Bischof von 1778 bis 1808.
- Mor Yulius Semun, Bischof in der Dayro'Daslibo von 1854 bis 1857.
- Mor Timetheos Barsaumo, Bischof, Bischofssitz im Kloster Mor Gabriel, 1853 bis 1897
- Bischof Mor Dionoyisus Isa Gürbuz, 1962 in Keferze geboren, heute syrisch-orthodoxer Erzbischof der Schweiz und Österreichs[4]
- Chorepiskopos Aziz Günel, Kopist und Kalligraph, 1919 in Keferze geboren, gestorben 1997 in Belgien

## Kirchen & Klöster in Keferze

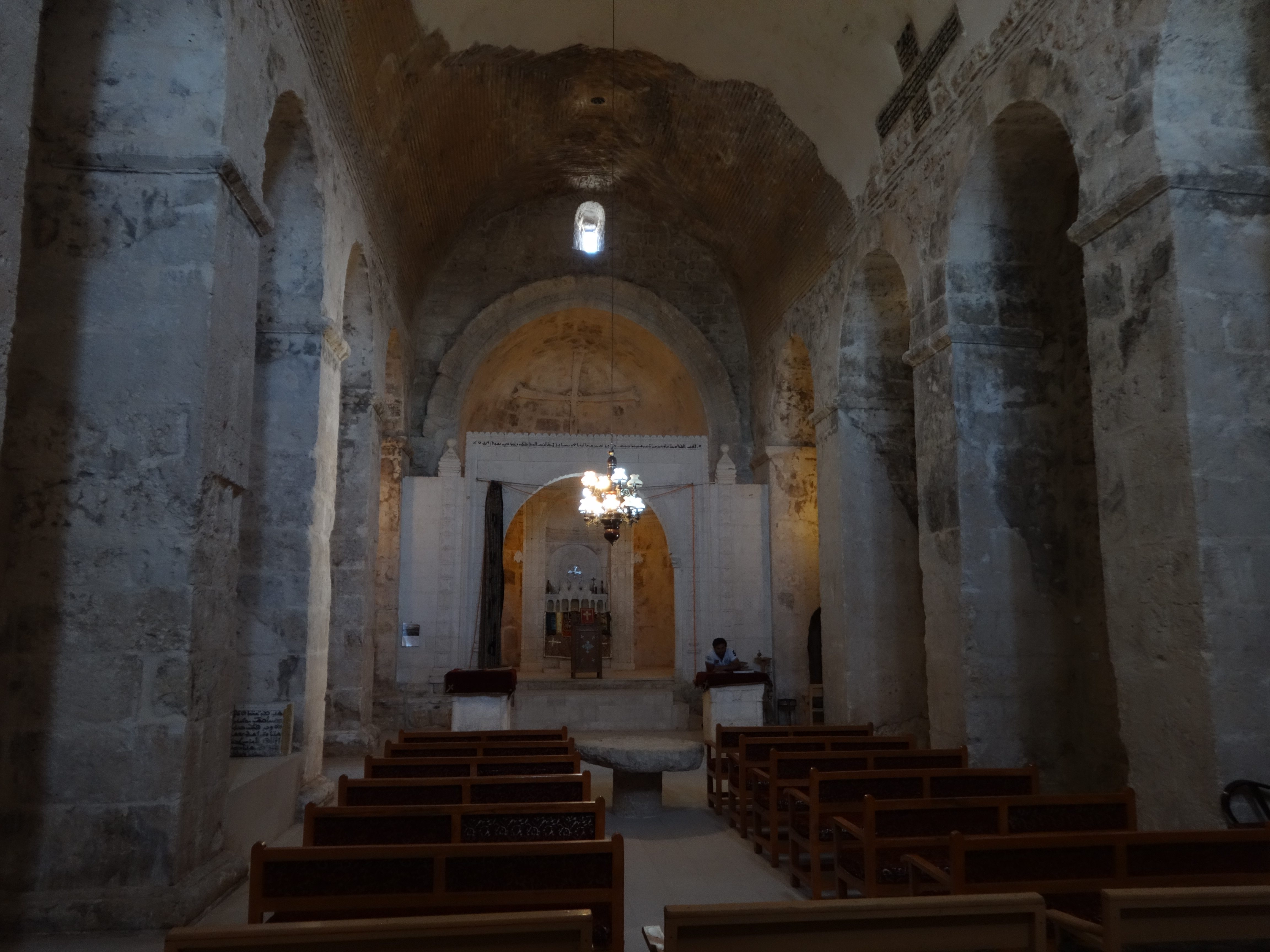
Innenraum der Hauptkirche

- Mor Izozoel, auch Mor Azazael, erbaut um 750[5]
- Mor Eliyo
- Mor Yuhannun
- Mor Gewargis
- Mor Musche
- Dayro Daslibo
- Yoldath Aloho (Mutter Gottes)
- Februnia Qadischto
- Mor Abrohom